# Palmdale (Kalifornija)
Palmdale je grad u američkoj saveznoj državi Kalifornija. Prema popisu stanovništva iz 2010. u njemu je živjelo 152.750 stanovnika.